# Bell H-12
Bell R-12 (Model 48), định danh lại Bell H-12, là một loại trực thăng thông dụng quân sự trong thập niên 1940 của Hoa Kỳ, do Bell Helicopter chế tạo.

## Biến thể
Model 42
Model 48
Model 48A
XR-12
R-12A
XR-12B
YR-12B
XH-12
XH-12B
YH-12B

## Quốc gia sử dụng
Hoa Kỳ
- Không quân Hoa Kỳ

## Tính năng kỹ chiến thuật (XR-12B)
Dữ liệu lấy từ Bell Aircraft since 1935
Đặc tính tổng quát
- Kíp lái: 1
- Sức chứa: 9
- Chiều dài: 56 ft 9 in (17,30 m)
- Chiều cao: 11 ft 3,25 in (3,4354 m)
- Trọng lượng có tải: 6.286 lb (2.851 kg)
- Động cơ: 1 × Pratt & Whitney R-1340-55 Wasp , 600 hp (450 kW)
- Đường kính rô-to chính:  47 ft 6 in (14,48 m)
- Diện tích rô-to chính: 1.772 foot vuông (164,6 m2)

Hiệu suất bay
- Vận tốc cực đại: 105 mph (169 km/h; 91 kn)
- Vận tốc hành trình: 90 mph (78 kn; 145 km/h)
- Tầm bay: 300 mi (261 nmi; 483 km)
- Trần bay: 12.800 ft (3.901 m) trần bay

  -  Tuyệt đối: 15.000 ft (4.572 m)
  - Treo: 4.350 ft (1.326 m)